# Condado de Fulton (Illinois)
O Condado de Fulton é um dos 102 condados do Estado americano de Illinois. A sede do condado é Lewistown, e sua maior cidade é Canton. O condado possui uma área de 2 286 km² (dos quais 44 km² estão cobertos por água), uma população de 38 250 habitantes, e uma densidade populacional de 17 hab/km² (segundo o censo nacional de 2000). O condado foi fundado em 28 de janeiro de 1823.